# (35444) 1998 BU43
1998 بي يو 43 (ويعرف أيضًا باسم (35444) 1998 بي يو 43 وفق تسمية الكوكب الصغير) (بالإنجليزية: 1998 BU43)‏ هو كويكب ضمن حزام الكويكبات؛ وترتيبه 35444 من حيث الاكتشاف.
اكتُشف هذا الجُرم الفلكي بواسطة ماورا تومبيلي ‏ في 25 يناير 1998.

## وصلات خارجية
- (35444) 1998 BU43 في قاعدة بيانات مختبر الدفع النفاث لأجرام النظام الشمسي الصغيرة

- الاكتشاف · مخطط المدار ·  العناصر المدارية · المعلمات المادية

- (35444) 1998 BU43 على موقع ويكي سكاي: DSS2, SDSS, GALEX, IRAS, Hydrogen α, X-Ray, Astrophoto, Sky Map, Articles and images